# Theresa Andrews
Theresa Andrews, född 25 augusti 1962 i New London i Connecticut, är en amerikansk före detta simmare.
Andrews blev olympisk guldmedaljör på 100 meter ryggsim vid sommarspelen 1984 i Los Angeles.